# Middle River (Iowa)
Il Middle River è un fiume tributario del  Des Moines, nel centro-sud dello stato dello Iowa (USA). Lungo 198 km ha un bacino di 1268 km2. Attraverso il fiume Des Moines, fa parte del bacino idrografico del  Mississippi.
Il Middle River nasce nel sud-ovest della contea di Guthrie e inizialmente scorre verso sudest attraverso la contea di Adair, quindi verso est attraverso la contea di Madison per poi proseguire in direzione est-nordest attraverso la contea di Warren, passando per le città di Casey,  Winterset,  Patterson, Bevington, Martensdale, Spring Hill e Carlisle. Una parte sostanziale del corso del Middle River attraverso la contea di Warren è stata ristretta e canalizzata. Esso sfocia nel fiume Des Moines nella contea di Warren presso Carlisle, 21 km a sudest di Des Moines.
Un breve affluente del fiume è conosciuto come South Fork Middle River. Esso nasce al confine occidentale della contea di Guthrie, circa un miglio a nord di Adair, ad un'altezza sul livello del mare di 437 metri e scorre generalmente in direzione est-sudest per circa 8 km, passando proprio a sud di Casey, prima di girare verso nordest, quando si immette nel Middle River a est di Casey, a un'altezza di 364 metri s.l.m.